# Nikolaï Dobrolioubov
Pour les articles homonymes, voir Dobrolioubov (homonymie).
Nikolaï Alexandrovitch Dobrolioubov ou Dobrolubov (en russe : Никола́й Алекса́ндрович Добролю́бов), né le 24 janvier 1836 (5 février dans le calendrier grégorien)  à Nijni Novgorod, mort le 17 novembre 1861 (29 novembre dans le calendrier grégorien) à Saint-Pétersbourg, est un critique littéraire russe. Il compte, avec Vissarion Belinski, parmi les plus influents critiques russes du XIXe siècle.

## Biographie
De 1857 à 1861, il est le principal critique littéraire auprès de la revue Le Contemporain.
Nikolaï Dobrolioubov est inhumé dans la parcelle du Cimetière Volkovo surnommée la passerelle des écrivains.
Son nom est donné à l'Université linguistique de sa ville natale.

## Critique
Il emprunta à Vissarion Belinski sa dernière formule de « l'art pour la vie » ; à Nicolaï Tchernychevski sa conception d'un art asservi par la science, s'en inspirant pour mettre hors de pair des poètes, qui représentèrent à leur époque, un degré supérieur de la conscience humaine. Il eut quelques vues originales sur la permanence, par exemple, de certains types sociaux à travers des formations sociales analogues. Et, à cet égard, son analyse du roman d'Ivan Gontcharov, Oblomov : Qu'est-ce que l'oblomoverie ?, et ses deux articles sur les drames d'Alexandre Ostrovski, sont à citer. 
Pour lui aussi, la critique littéraire n'était que le manteau couleur de mur sous lequel on cherchait à esquiver la vigilance des policiers, en entreprenant le procès du monde social et politique contemporain. Dans ce sens, juge sévère et implacable jusqu'à l'injustice, il
rachetait des excès trop fréquents par une grande profondeur de sentiment, une sincérité admirable. 
Sa perpétuelle négation, appliquée à toutes les formules consacrées comme à toutes les autorités établies, celle d'un Alexandre Pouchkine dans la littérature ou celle d'un Nikolaï Pirogov dans la science, son affirmation non moins constante en faveur d'un monde idéal, reconstruit par la réforme de toutes les relations sociales sur la base de la raison, de la nature et de l'humanité, a tracé un programme qui ne s'est pas trouvé de pure utopie.

## Adresses
- 2 Lykovaïa damba à Nijni Novgorod où il naquit et vécut jusqu'en 1853.
- N°6 petite rue des Italiens, Saint-Pétersbourg

## Sources
- Une partie de cet article est une copie de l'ouvrage Littérature russe de Kazimierz Waliszewski, aujourd'hui dans le domaine public.